# Brachyptera galeata
Brachyptera galeata är en bäcksländeart som beskrevs av Koponen 1949. Brachyptera galeata ingår i släktet Brachyptera och familjen vingbandbäcksländor. Inga underarter finns listade i Catalogue of Life.